# Usina Hidrelétrica de Acaray
A Usina hidrelétrica de Acaray situa-se perto da cidade de Hernandarias, no Paraguai. Foi construída para exportar energia elétrica para o Brasil e Argentina, tendo sido inaugurada em 1970.
- Número de unidades: 4 geradores, cada um com uma capacidade nominal de 50 MW (Acaray pertence à ANDE).
- Potência disponível: 200 MW

Acaray fornece 200 MW (megawatts) para Assunção e sua região metropolitana, suprindo aproximadamente 5% da demanda total do país. 